# Blériot Glacier
Blériot Glacier är en glaciär i Antarktis. Den ligger i Västantarktis. Argentina, Chile och Storbritannien gör anspråk på området. Blériot Glacier ligger 631 meter över havet.
Terrängen runt Blériot Glacier är kuperad åt nordost, men åt sydväst är den bergig. Terrängen runt Blériot Glacier sluttar norrut. Trakten är obefolkad. Det finns inga samhällen i närheten. 